# 米扎希尔·西尔莱
米扎希尔·西尔莱（Müzahir Sille，1931年9月21日—2016年5月17日），生于伊斯坦布尔，土耳其摔跤手。1956年获夏季奥运会金牌，1955年和1958年获世界摔跤锦标赛银牌，在1959年赢得了在巴尔干锦标赛的铜牌。1961年至1986年之间在德国继续他的职业生涯。于1986年退役，成为摔跤教练。